# FIFI Wild Cup
La FIFI Wild Cup va ser un torneig de futbol celebrat com a alternativa de la Copa del Món de futbol de la FIFA del 2006 (FIFA World Cup, en anglès), patrocinat per la casa d'apostes mybet.de. Es va disputar a l'estadi Millerntor-Stadion del FC Sankt Pauli d'Hamburg entre el 29 de maig i el 3 de juny de 2006.
Només es va celebrar una edició, amb una afluència mínima d'espectadors de 400 assistents de mitjana.
Els participants varen ser:
- Grenlàndia (selecció de Grenlàndia, regió autònoma de Dinamarca, sota el control de la Federació Danesa de futbol)
- República Turca del Xipre del Nord (selecció de la República Turca de Xipre del Nord, no reconeguda per la FIFA, sota el control de la Federació Turcoxipriota de futbol)
- Zanzíbar (històricament una part de Tanzània, però membre de la CAF)
- Gibraltar (la federació de futbol de Gibraltar és des del 2013 membre de la UEFA).
- Tibet (regió autònoma de la República Popular Xina)
- La República de Sankt Pauli (representant el barri de Sankt Pauli, a la ciutat d'Hamburg, la seu).

## Resultats

### Grup A
| Equip                    | Pts | PJ | V | E | D | GF | GC | GA  |
| ------------------------ | --- | -- | - | - | - | -- | -- | --- |
| República de Sankt Pauli | 4   | 2  | 1 | 1 | 0 | 8  | 1  | +7  |
| Gibraltar                | 4   | 2  | 1 | 1 | 0 | 6  | 1  | +5  |
| Tibet                    | 0   | 2  | 0 | 0 | 2 | 0  | 12 | −12 |

| República de Sankt Pauli | 1–1 | Gibraltar |
| ------------------------ | --- | --------- |
|                          |     |           |

 Millerntor-Stadion, Hamburg
| República de Sankt Pauli | 7–0 | Tibet |
| ------------------------ | --- | ----- |
|                          |     |       |

 Millerntor-Stadion, Hamburg
| Tibet | 0–5 | Gibraltar |
| ----- | --- | --------- |
|       |     |           |

 Millerntor-Stadion, Hamburg

### Grup B
| Equip                             | Pts | PJ | V | E | D | GF | GC | GA |
| --------------------------------- | --- | -- | - | - | - | -- | -- | -- |
| República Turca de Xipre del Nord | 6   | 2  | 2 | 0 | 0 | 4  | 1  | +3 |
| Zanzíbar                          | 3   | 2  | 1 | 0 | 1 | 5  | 5  | 0  |
| Groenlàndia                       | 0   | 2  | 0 | 0 | 2 | 2  | 5  | −3 |

| República Turca de Xipre del Nord | 1–0 | Groenlàndia |
| --------------------------------- | --- | ----------- |
|                                   |     |             |

 Millerntor-Stadion, Hamburg
| República Turca de Xipre del Nord | 3–1 | Zanzíbar |
| --------------------------------- | --- | -------- |
|                                   |     |          |

 Millerntor-Stadion, Hamburg
| Groenlàndia | 2–4 | Zanzíbar |
| ----------- | --- | -------- |
|             |     |          |

 Millerntor-Stadion, Hamburg

### Semifinals
| República Turca de Xipre del Nord | 2–0 | Gibraltar |
| --------------------------------- | --- | --------- |
|                                   |     |           |

 Millerntor-Stadion, Hamburg
| República de Sankt Pauli | 1–2 | Zanzíbar |
| ------------------------ | --- | -------- |
|                          |     |          |

 Millerntor-Stadion, Hamburg

### 3r i 4t lloc
| Gibraltar | 2–1 | República de Sankt Pauli |
| --------- | --- | ------------------------ |
|           |     |                          |

 Millerntor-Stadion, Hamburg

### Final
| República Turca de Xipre del Nord | 0–0 (4-1) | Zanzíbar |
| --------------------------------- | --------- | -------- |
|                                   |           |          |

 Millerntor-Stadion, Hamburg
| Campions de la FIFI Wild Cup      |
| --------------------------------- |
| República Turca de Xipre del Nord |